# Волох Анатолій Михайлович
Волох Анатолій Михайлович (*7 квітня 1950) — доктор біологічних наук, професор кафедри екології та охорони навколишнього середовища Таврійського державного агротехнологічного університету. Заслужений діяч науки і техніки України.

## Біографія
Посилання на джерела вміщено внизу сторінки, зокрема на такі, як: Придніпровський науковий центр, Енциклопедія сучасної України, Кафедра екології та охорони навколишнього середовища ТДАТУ, Google Академія. Профіль науковця, Наука України: доступ до знань, Всеукраїнська асоціація мисливців.
Народився Анатолій Михайлович Волох 7 квітня 1950 р. в м. Гуляйполе Запорізької області, в сім'ї службовців. У 1967 році вступив до педагогічного інституту міста Мелітополя, який успішно закінчив у 1972 році.
Отримавши спеціальність вчителя географії та біології, Анатолій Михайлович їде вчителювати до Волинської області. У 1972 році він подає документи до аспірантури і склавши іспити, стає аспірантом Черкаського педагогічного інституту. По закінченню аспірантури А. М. Волох був направлений на посаду асистента кафедри зоології Мелітопольського педінституту. У стінах зазначеного вищого учбового закладу він працював на посадах старшого викладача та доцента до 1995 року.
У 1979 році А. М. Волох захищає кандидатську дисертацію «Речной бобр Среднего Приднепровья и перспективы его хозяйственного использования» і отримує науковий ступінь кандидат біологічних наук.
У 1988 році йому присвоєно вчене звання доцент.
З серпня 1995 року Анатолій Михайлович працює в Таврійському державному агротехнологічному університеті.
У 2004 році Анатолій Михайлович захистив докторську дисертацію (деталі далі) і протягом 2006-2012 років очолював кафедру екології та охорони навколишнього середовища. У 2007 році А. М. Волоху присвоєне вчене звання професор.
Загальний стаж наукової та науково-педагогічної роботи доктора біологічних наук, професора Волоха А. М. складає більш як 45 років.
Анатолій Михайлович продовжує свою викладацьку та наукову діяльність: читає лекції студентам, є співавтором базових навчальних програм «Загальна екологія», «Біологія» та «Заповідна справа» МОН України.

## Наукова діяльність

Анатолій Волох разом із Миколою Роженком та Альфредом Дулицьким на сесії 15 Теріологічної школи (Канівський природний заповідник, жовтень 2009 року).

Свою педагогічну діяльність Анатолій Михайлович активно поєднує з наукою.
Основні наукові напрямки роботи: екологія диких тварин, їх охорона та управління популяціями.
Він виступає на національних школах-семінарах теріологів природо-заповідних територій і біологічних стаціонарів (Харків-1997 р., Тернопіль-1999 р., Львів-2002 р., Сімферопіль-2003 р., Луганськ-2005 р. тощо), з'їздах Всесоюзного теріологічного товариства (Москва), на міжнародних конференціях: «Геоэкологические и биоэкологические проблемы Северного Причерноморья» (Тираспіль, 2001 р.), «Интегрированое управление природными ресурсами бассейна трансграничной реки Днестр» (Кишинів, 2004 р.), Євро-Американському теріологічному конгресі (Сант'яго де Кампастела, Іспанія, 1998 р.).
У 2004 р. відбувся захист докторської дисертації «Великі ссавці Південної України у XX ст. (динаміка ареалів, чисельності, охорона та управління)» за спеціальністю 03.00.08 — «Зоологія» в Інституті зоології ім. І. І. Шмальгаузена НАН України.
Член спеціалізованої Вченої ради Інституту зоології ім. І. І. Шмальгаузена НАН України, член Німецького товариства дослідників мисливства та диких тварин, член наглядової ради Азово-Сиваського, Приазовського та Придністровського національних природних парків.
Анатолій Волох — член Ради Українського теріологічного товариства НАН України та активний учасник багатьох його щорічних зібрань — Теріологічних школ-семінарів. Він кілька термінів входив до Ради Теріологічної школи і є членом редколегії журналу Theriologia Ukrainica.

## Нагороди
Праця Волоха А. М. відмічена державою. В 1991 році його нагороджено знаком «Відмінник народної освіти УРСР», в 2010 році Трудова відзнака «Знак Пошани» і Подяка Міністерства аграрної політики України та продовольства України, в 2014 році Грамота Запорізької обласної державної адміністрації, в 2015 році — Грамота Національної академії аграрних наук України.
У 2017 році удостоєно нагороди «Заслужений діяч науки і техніки України», медаль Честі der Gesellschaft für Wildtier- und Jagdforschung «За особливі заслуги у вивченні диких тварин та мисливства, а також за зміцнення українсько - німецького співробітництва» (2018).

### Дисертації
- Волох А. М. Речной бобр Среднего Приднепровья и перспективы его хозяйственного использования: автореф. дис…к–та биол. наук: 03.00.08 / Ин–т зоологии АН УССР. — К., 1979. — 24 с.
- Волох А. М. Великі ссавці південної України в XX ст. (Динаміка ареалів, чисельності, охорона та управління): автореферат дис. … д-ра біол. наук : 03.00.08 / Інститут зоології НАН України. — К., 2004. — 34 с.

### Монографії
- Волох А. М. Охотничьи звери степной Украины: монография: в 2-х кн. / А. М. Волох. — Херсон: Гринь Д. С. — 2014. Кн. 1. — 2014. — 412 с. Кн. 2. — 2016. — 572 с.
- Червона книга України. Тваринний світ / Автор. кол. С. О. Афанасьєв, В. М. Вірченко, А. М. Волох, В. П. Гелюта ; Під заг. ред. І. А. Акімова. — Третє видання. — К. : Глобалконсалтінг, 2009. — 624 с.
- Видение дельты Дуная, Украина: [Живая дельта Дуная — дом для дикой природы и источник благополучия для людей]: проект: основной документ / И. Черничко, Б. Александров, В. Сиохин, А. Волошкевич, Д. Дубына, А. Волох, И. Кичук, С. Подорожный, В. Ткаченко, Р. Черничко; Всемирный фонд дикой природы. — Вена-Одесса: Partners eor Wetlands, 2002. — 232 с.
- Корж А. П. Екологія рідного краю: Підручник для 7 кл. загальноосвіт. навч. закл / А. П. Корж, М. М. Стрижак, А. М. Волох [та ін.]. — Запоріжжя: Прем'єра, 2006. — 126 с.
- Методичні рекомендації з організації інвентаризації, оцінки, моніторингу водно-болотного угіддя міжнародного значення та складання інформаційного опису / Б. Александров, А. Волох, В. Воровка [та ін.]; за заг. ред. В. Демченка, О. Петрович. — Київ-Мелітополь, 2020. — 227 с.
- Волох А. М. Вирощування диких копитних: монографія. — Херсон: Олді-плюс, 2019. — 400 с.

### Статті
1. Роженко, Н. В., А. М. Волох Обыкновенный шакал (CANIS AUREUS L., 1758) — новый вид млекопитающих в днестровской дельте  [Архівовано 16 лютого 2018 у Wayback Machine.] // Сохранение биоразнообразия бассейна дельты Днестра: матер. Междунар. науч. конф. (Кишенев, 7-9 октября 1999 г.). — 1999. — С. 196—198.
2. Волох, А. М. Про зміни списку видів ссавців, що охороняються в Україні [Архівовано 16 лютого 2018 у Wayback Machine.] // Теріологічні новини: інформ. бюлетень / Нац. наук.-природ. музей НАН України; за ред. І. Загороднюка. — К., 2001. — Вип. 5 : Ссавці великих просторів. — С. 25-27.
3. Волох, А. М. Значення біогеографічних островів у формуванні популяцій деяких ссавців та пульсації меж ареалів [Архівовано 16 лютого 2018 у Wayback Machine.] // Ученые записки Таврического национального университета им. В. И. Вернадского: науч. журнал / ТНУ им. В. И. Вернадского. — Симферополь, 2004. — Т. 17(56), № 2. — С. 12-22.
4. Волох, А. М. Международный симпозиум «Фрагментация ландшафта и другие антропогенные влияния на популяции диких животных» [Архівовано 16 лютого 2018 у Wayback Machine.] // Вестник охотоведения: науч.-практ. и теор. журнал / Российский ГАЗУ. — М., 2007. — Т. 4, № 3. — С. 338—341.
5. Волох, А. М. Проблеми управління ресурсами мисливських тварин в Україні [Архівовано 16 лютого 2018 у Wayback Machine.] // Збірник матеріалів ІІ-го Всеукраїнського з'їзду екологів з міжнародною участю / ВНТУ. — Вінниця, 2009. — С. 196—198.
6. Волох, А. М. Интродукция бобра в южных районах Украины [Архівовано 16 лютого 2018 у Wayback Machine.] // Териофауна России и сопредельных территорий: матер. междунар. совещания(1-4 февраля 2011 г. г. Москва) / Биологический факультет МГУ им. М. В. Ломоносова. — М., 2011. — С. 102.
7. Волох, А. М. Современное состояние популяции корсака (Vulpes corsac L.) на Украине [Архівовано 16 лютого 2018 у Wayback Machine.] // Вестник охотоведения: науч.-практ. и теор. журнал / Российский ГАЗУ. — М., 2013. — Т. 10, № 2. — С. 153—157.
8. Волох, А. М. Управление ресурсами зайца-русака в Южной Украине [Архівовано 16 лютого 2018 у Wayback Machine.] // Известия Музейного Фонда им. А. А. Браунера = Вісті Музейного Фонду ім. О. О. Браунера / ОНУ им. И. И. Мечникова. — Одесса, 2013. — Т. 10, № 3/4. — С. 11.
9. Волох, А. М., В. Д. Сіохін, І. К. Поліщук Дослідження кажанів на території українського Приазов'я за допомогою ультразвукового детектора в зоні впливу вітрової електростанції [Архівовано 16 лютого 2018 у Wayback Machine.] // Бранта: сб. науч. трудов Азово-Черноморской орнитолог. станции. — Мелітополь, 2014. Вип. 17. — С. 76-95.
10. Волох А. М. Вольєрне вирощування диких копитних та його найважливіші цілі // Екологія -2019 : мат. VII Всеукр. з'їзду екологів … (25–27 вересня, 2019 р., м. Вінниця) / ВНТУ ; Відпов. за вип. Г. Петрук. — Вінниця, 2019. — С. 135—136.
11. Волох А. М. Степной зверек из «Красной книги» // Мелитопольский краеведческий журнал: научно-популярное издание. — 2019. — № 13. — С. 37-40.
12. Volokh A. M. The morphology of the Wolf (Canis lupus) in the Ukraine an its trophy value // Beiträge zur Jagd- und Wildforschung / Universität Halle. — Wittenberg, 2019. — Bd. 44.

Хронологічний період авторських публікацій з 1976 до 2020 року включно охоплює бібліографічний покажчик:
- Анатолій Михайлович Волох: біобібліографічний покажчик основних публікацій з 1976 по 2020 роки [Архівовано 6 квітня 2020 у Wayback Machine.] / Таврійський державний агротехнологічний університет імені Дмитра Моторного; укладач Н. М. Семенюк. — Вид. перероб. і доп. — Мелітополь, 2020. — 56 с.